# Karahrūd
Karahrūd (persiska: كرهرود) är en ort i Iran.   Den ligger i provinsen Markazi, i den centrala delen av landet, 240 km sydväst om huvudstaden Teheran. Karahrūd ligger 1 810 meter över havet och antalet invånare är 23 399.
Terrängen runt Karahrūd är huvudsakligen kuperad, men åt nordost är den platt. Runt Karahrūd är det ganska tätbefolkat, med 96 invånare per kvadratkilometer. Närmaste större samhälle är Arak, 5,5 km nordost om Karahrūd. Trakten runt Karahrūd består i huvudsak av gräsmarker.